# Liste der Monuments historiques in Cubzac-les-Ponts
Die Liste der Monuments historiques in Cubzac-les-Ponts führt die Monuments historiques in der französischen Gemeinde Cubzac-les-Ponts auf.

## Liste der Bauwerke
| Bezeichnung                   | Beschreibung | Standort                         | Kennzeichnung | Schutzstatus | Datum | Bild |
| ----------------------------- | ------------ | -------------------------------- | ------------- | ------------ | ----- | ---- |
| Château des Quatre-Fils-Aymon | Schlossruine | Rue des Quatre-Fils-Aymon (Lage) | PA00083532    | Inscrit      | 1938  |      |

## Liste der Objekte
| Bezeichnung           | Beschreibung    | Standort                       | Kennzeichnung | Schutzstatus | Datum | Bild |
| --------------------- | --------------- | ------------------------------ | ------------- | ------------ | ----- | ---- |
| Gemälde Taufe Christi | 18. Jahrhundert | in der Kirche St-Julien (Lage) | PM33000477    | Classé       | 1913  |      |